# Phaonia zhelochovtsevi
Phaonia zhelochovtsevi är en tvåvingeart som beskrevs av Zinovjev 1980. Phaonia zhelochovtsevi ingår i släktet Phaonia och familjen husflugor. Inga underarter finns listade i Catalogue of Life.